# Cleistanthus hirsutulus
Cleistanthus hirsutulus är en emblikaväxtart som beskrevs av Joseph Dalton Hooker. Cleistanthus hirsutulus ingår i släktet Cleistanthus och familjen emblikaväxter. Inga underarter finns listade i Catalogue of Life.